# Tamborete

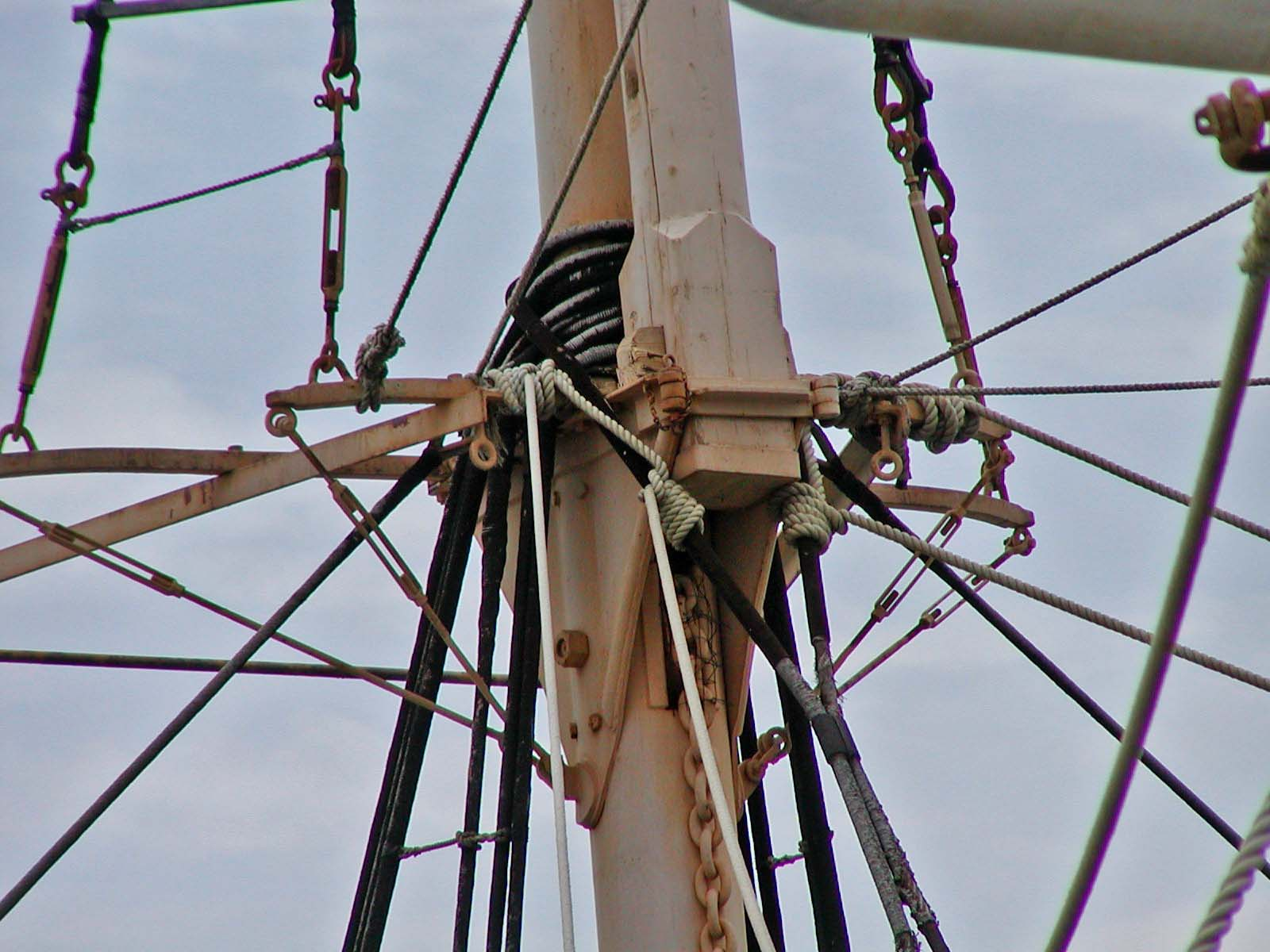

En las embarcaciones de vela el tamborete es la pieza que junto con la cofa o cruceta, sirve para unir un palo macho y un mastelero o dos masteleros entre sí. En los buques con arboladura de madera el tamborete era de ese mismo material y de forma rectangular, con dos agujeros, uno generalmente cuadrado que ajustaba a la espiga del calcés del palo o mastelero y el otro, redondo, a proa del anterior, por donde pasa la coz del mastelero o mastelerillo, cuya mecha encaja en el correspondiente agujero de la cofa o cruceta. En los palos metálicos el tamborete se reduce a un doble zuncho de hierro o acero, fijo uno de ellos al palo y el otro al mastelero.